# 柳克斯宾馆

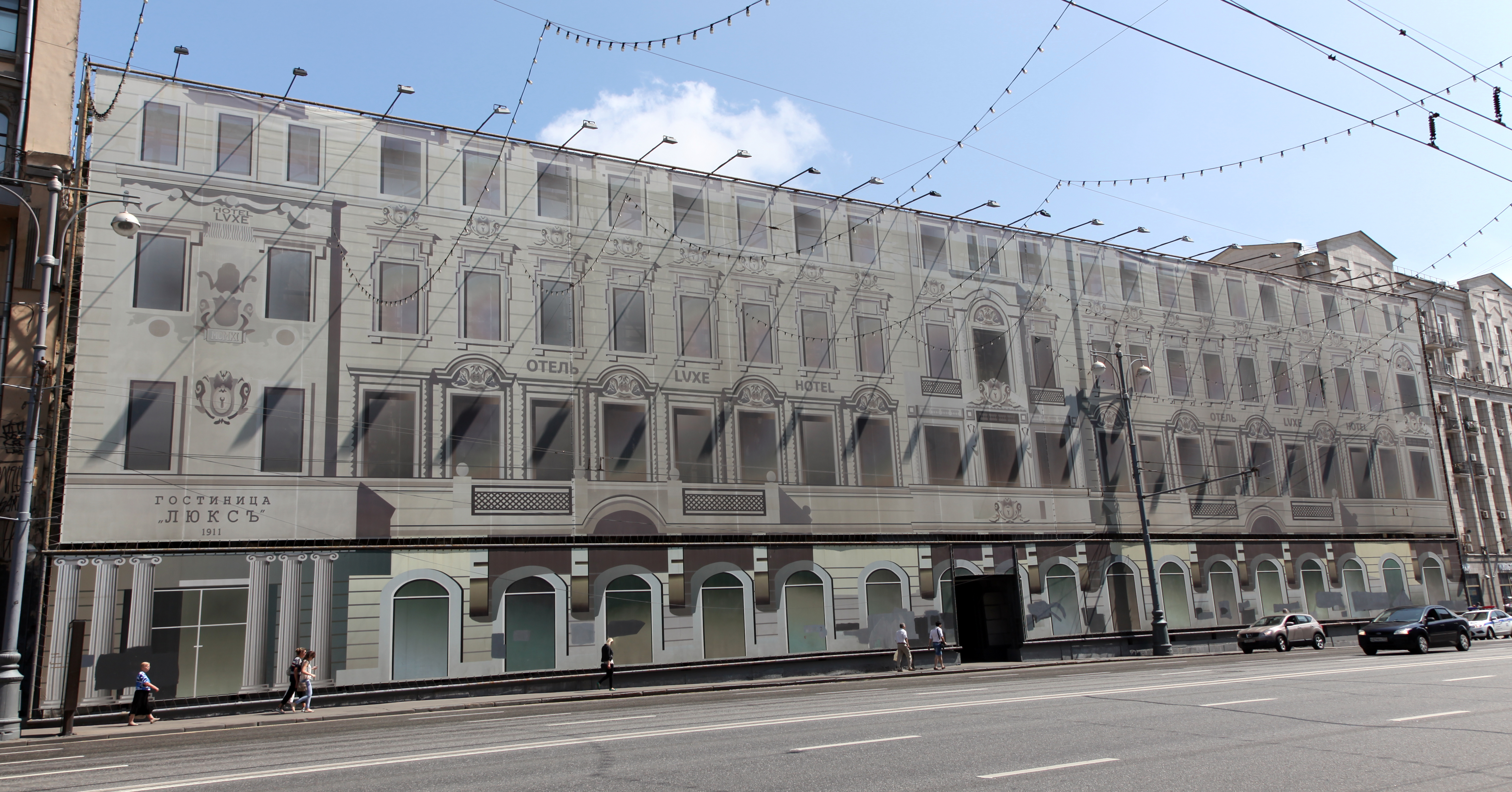
柳克斯宾馆

柳克斯宾馆是一家位于莫斯科特维尔大街36号的建筑，建于1911年，苏联初期曾有众多流亡的共产党领导人和共产国际代表在此居住。柳克斯大厦最兴盛的时候，50多个国家的共产党人在此召开会议，接受培训或工作。20世纪30年代起，斯大林开始对此地的国际化背景产生怀疑，开始对此地进行清洗。

## 知名房客
- 周恩来[2]
- 康生
- 王明
- 任弼时
- 胡志明[2]
- 季米特洛夫[2]
- 铁托[2]
- 台尔曼
- 博莱斯瓦夫·贝鲁特[2]
- 克莱门特·哥特瓦尔德[2]
- 安东尼奥·葛兰西
- 奥托·威廉莫维奇·库西宁
- 纳吉·伊姆雷[2]
- 鲁道夫·斯兰斯基[2]
- 理查·佐尔格[2]
- 帕尔米罗·陶里亚蒂[2]
- 瓦尔特·乌布利希[2]
- 马库斯·沃尔夫
- 克拉拉·蔡特金

## 外部連結
- Visit to Hotel Lux (Video) Soviet Memories. （意大利文）
- "Document 20: Cadres Department memorandum on "Trotskyists and other hostile elements in the emigre community of the German CP" Yale University. (Translated from the original Russian.) Memo labeled "Top Secret" sent to Georgi Dimitrov, Dmitry Manuilsky and  Mikhail Trilisser-Moskvin from Moisei Borisovich Chernomordik, Cadres Department (1936). Retrieved December 7, 2011

55°45′47″N 37°36′31″E / 55.76306°N 37.60861°E